# Suisse au Concours Eurovision de la chanson 1965
La Suisse a participé au Concours Eurovision de la chanson 1965 le 20 mars à Naples. C'est la 10e participation suisse au Concours Eurovision de la chanson.
Le pays est représenté par la chanteuse Yovánna et la chanson Non, à jamais sans toi, sélectionnées par la TSI au moyen d'une finale nationale.

## Sélection

### Concours Eurovision 1965
Le radiodiffuseur suisse pour les émissions italophones, la Televisione svizzera di lingua italiana (TSI), organise la sélection suisse Concours Eurovision 1965, ou Finale svizzera 1965, pour sélectionner l'artiste et la chanson représentant la Suisse au Concours Eurovision de la chanson 1965.

#### Finale
La finale suisse a lieu le 6 février 1965 à Locarno.
Les chansons sont interprétées en allemand, français ainsi qu'en italien, langues officielles de la Suisse.
| Ordre | Artiste        | Chanson                | Langue   | Traduction             | Place |
| ----- | -------------- | ---------------------- | -------- | ---------------------- | ----- |
| 1     | Carmela Corren | Eines Tages            | Allemand | Un jour                | NC    |
| 2     | Audrey         | Douce                  | Français | –                      | NC    |
| 3     | Bruna Lelli    | Tu sei                 | Italien  | Tu es                  | NC    |
| 4     | Yovánna        | Non, à jamais sans toi | Français | –                      | 1     |
| 5     | Wilma Goich    | Un bacio sulle dita    | Italien  | Un baiser sur le doigt | NC    |
| 6     | Carmela Corren | Ay ay lachende sonne   | Allemand | Aïe aïe soleil rieur   | NC    |

Lors de cette sélection, c'est la chanson Non, à jamais sans toi qui fut choisie, interprétée par la chanteuse grecque Yovánna et avec Mario Robbiani comme chef d'orchestre. Le classement des autres chansons n'est pas connu.

## À l'Eurovision
Chaque jury national attribue un, trois ou cinq points à ses trois chansons préférées.

### Points attribués par la Suisse
| 5 points | Royaume-Uni |
| 3 points | Luxembourg  |
| 1 point  | Monaco      |

### Points attribués à la Suisse
| 5 points | 3 points   | 1 point |
| -------- | ---------- | ------- |
| - France | - Autriche |         |

Yovánna interprète Non, à jamais sans toi en 18e et dernière position, suivant la Yougoslavie.
Au terme du vote final, la Suisse termine 8e sur 18 pays, ayant reçu 8 points au total,.